# Jacques-Pierre Bouchet
Jacques Pierre Bouchet est un homme politique français né le 14 novembre 1749 à Chinon (Indre-et-Loire) et décédé le 16 janvier 1792 au même lieu.

## Biographie
Jacques-Pierre Bouchet est le fils de Jacques Bouchet, procureur aux sièges royaux de Chinon, et de Marie Raguin. 
Avocat en parlement et au bailliage de Chinon, procureur du roi de la maréchaussée de Chinon, il est député du tiers état aux États généraux de 1789 pour le bailliage de Touraine.

## Sources
- « Jacques-Pierre Bouchet », dans Adolphe Robert et Gaston Cougny, Dictionnaire des parlementaires français, Edgar Bourloton, 1889-1891 [détail de l’édition]
- Notices d'autorité :   - VIAF
  - BnF (données)
  - IdRef
- Ressource relative à la vie publique :   - Base Sycomore
- Ressource relative à la recherche :   - Persée